# Discodoris aurila
Discodoris aurila är en snäckart som beskrevs av Ernst Marcus 1967. Discodoris aurila ingår i släktet Discodoris och familjen Discodorididae. Inga underarter finns listade i Catalogue of Life.